# Norman Allinger
Norman "Lou" Allinger (Califórnia, 6 de abril de 1928 — 8 de julho de 2020) foi um químico computacional estadunidense. Foi professor emérito de química da Universidade da Geórgia em Athens (Geórgia).
Allinger recebeu o B.S. na Universidade da Califórnia em Berkeley, em 1951, e o Ph.D. na Universidade da Califórnia em Los Angeles, em 1954. Foi professor da Wayne State University antes de ir para a Universidade da Geórgia como professor pesquisador em 1969. É conhecido por seus esforços pioneiros no uso da química computacional, especialmente a mecânica molecular, para resolver uma variedade de problemas químicos. 
Allinger foi eleito para a Academia Nacional de Ciências dos Estados Unidos em 1991, e em 2002 recebeu a Medalha Benjamin Franklin de química.